# Vasile Aelenei
Vasile Aelenei (n. 1950) este un fost fotbalist, care a antrenat mai multe echipe de seniori și juniori, incluzând loturile de juniori de la Echipa națională de fotbal a României și Steaua București. Aelenei a mai evoluat printre altele ca fotbalist la Rapid București și CS Târgoviște.